# Promozione Umbria 1986-1987
Nella stagione 1986-1987 la Promozione era il sesto livello del calcio italiano ed il primo a livello regionale.
Il campionato era strutturato in vari gironi all'italiana su base regionale, gestiti dai Comitati Regionali di competenza. Promozioni alla categoria superiore e retrocessioni in quella inferiore non erano sempre omogenee; erano quantificate all'inizio del campionato dal Comitato Regionale secondo le direttive stabilite dalla Lega Nazionale Dilettanti, ma flessibili in relazione al numero delle società umbre retrocesse dal Campionato Interregionale, per quanto riguarda la zona retrocessione.
Qui vi sono le statistiche relative al campionato in Umbria.

## Aggiornamenti
Fusione:
- Angelana (Promozione Umbria) ed Assisi (Campionato Interregionale girone F) in Assisi Angelana (Campionato Interregionale girone F).

## Squadre partecipanti
| Squadra              | Città (provincia)                  | Stagione 1985-1986                                                   |
| -------------------- | ---------------------------------- | -------------------------------------------------------------------- |
| Bastardo             | Bastardo di Giano dell'Umbria (PG) | 12º in Promozione Umbra                                              |
| Bastia               | Bastia Umbra (PG)                  | 3° in Prima Categoria Umbria/B, ripescato                            |
| Ellera               | Ellera di Corciano (PG)            | 9º in Promozione Umbra                                               |
| Gualdo               | Gualdo Tadino (PG)                 | 6º in Promozione Umbra                                               |
| Julia Spello         | Spello (PG)                        | 3º in Promozione Umbra                                               |
| Lama                 | Lama di San Giustino (PG)          | 4º in Promozione Umbra                                               |
| Mar.Col.             | Marcellano di Gualdo Cattaneo (PG) | 11º in Promozione Umbra                                              |
| Nocera Umbra         | Nocera Umbra (PG)                  | 16º nel Campionato Interregionale/F, retrocesso                      |
| Nuova Virtus Spoleto | Spoleto (PG)                       | 13º in Promozione Umbra                                              |
| Orvietana            | Orvieto (TR)                       | 1° in Prima Categoria Umbria/A, promossa                             |
| Pianello             | Pianello di Perugia                | 8° in Promozione Umbria                                              |
| Ponte Felcino        | Ponte Felcino di Perugia           | 2° in Prima Categoria Umbria/A, promosso dopo spareggio inter-girone |
| Pontevecchio         | Ponte San Giovanni di Perugia      | 10º in Promozione Umbra                                              |
| Spoleto              | Spoleto (PG)                       | 5º in Promozione Umbra                                               |
| Todi                 | Todi (TR)                          | 1° in Prima Categoria Umbria/B, promosso                             |
| Valfabbrica          | Valfabbrica (TR)                   | 7º in Promozione Umbra                                               |

## Classifica finale
|  | Pos. | Squadra              | Pt | G  | V  | N  | P  | GF | GS | DR  |
|  | ---- | -------------------- | -- | -- | -- | -- | -- | -- | -- | --- |
|  | 1.   | Julia Spello         | 42 | 30 | 16 | 10 | 4  | 48 | 24 | +24 |
|  | 2.   | Bastardo             | 41 | 30 | 13 | 15 | 2  | 40 | 19 | +21 |
|  | 3.   | Gualdo               | 36 | 30 | 12 | 12 | 6  | 35 | 19 | +16 |
|  | 4.   | Orvietana            | 35 | 30 | 12 | 11 | 7  | 46 | 32 | +14 |
|  | 5.   | Ellera               | 34 | 30 | 11 | 12 | 7  | 39 | 22 | +17 |
|  | 6.   | Valfabbrica          | 33 | 30 | 10 | 13 | 7  | 25 | 18 | +7  |
|  | 7.   | Mar.Col.             | 33 | 30 | 10 | 13 | 7  | 25 | 20 | +5  |
|  | 8.   | Nuova Virtus Spoleto | 32 | 30 | 9  | 14 | 7  | 29 | 22 | +7  |
|  | 9.   | Pianello             | 31 | 30 | 12 | 7  | 11 | 27 | 29 | -2  |
|  | 10.  | Spoleto              | 29 | 30 | 8  | 13 | 9  | 28 | 27 | +1  |
|  | 11.  | Bastia               | 29 | 30 | 9  | 11 | 10 | 25 | 33 | -8  |
|  | 12.  | Lama                 | 26 | 30 | 8  | 10 | 12 | 28 | 39 | -11 |
|  | 13.  | Todi                 | 26 | 30 | 8  | 10 | 12 | 23 | 36 | -13 |
|  | 14.  | Nocera Umbra         | 23 | 30 | 7  | 9  | 14 | 35 | 55 | -20 |
|  | 15.  | Ponte Felcino        | 16 | 30 | 2  | 12 | 16 | 19 | 49 | -30 |
|  | 16.  | Pontevecchio         | 14 | 30 | 3  | 8  | 19 | 26 | 54 | -28 |

Legenda:

      Promossa nel Campionato Interregionale 1987-1988.
      Retrocessa in Prima Categoria Umbra 1987-1988.
Note:

Due punti a vittoria, uno a pareggio, zero a sconfitta.